# 19 h Paul Amar
 (juillet 2025).
Si vous disposez d'ouvrages ou d'articles de référence ou si vous connaissez des sites web de qualité traitant du thème abordé ici, merci de compléter l'article en donnant les références utiles à sa vérifiabilité et en les liant à la section « Notes et références ».
19 h Paul Amar est un magazine français diffusé sur France 5. Il est présenté par Paul Amar, entouré des chroniqueuses Laëtitia Allemand et Vicky Bogaert.
L'émission est tournée en direct le samedi à 19 h au Studio Gabriel.
La première émission est diffusée le 22 septembre 2012.